# 国際行政学会
国際行政学会（こくさいぎょうせいがっかい、IIAS: International Institute of Administrative Sciences）とは、1930年設立の行政学に関する国際学会である。

## 解説
研究者と実務家の協力による行政研究、公共ガバナンスに関する知見の構築と普及、会員間の戦略的協力の促進、関連高等教育機関のカリキュラム認証、研究成果の促進と普及等を目的とする。ブリュッセルに本部を置き、ベルギー法に基づく非営利法人である。毎年、各国交代担当にて年次大会を開催している。それ以外に、以下の地域団体の活動も活発である。
歴代会長
- Albert Devèze
- Guy Braibant
- Franz Strehl
- Pan Suk Kim
- Geert Bouchaert
- Raed Mohamed Abdulla Benshams

地域団体
- アジア研究部会（AGPA: Asian Group for Public Administration[2]）
- 南アメリカ研究部会（LAGPA: Latin American Group for Public Administration[3]）
- ヨーロッパ研究部会（EGPA:European Group for Public Administration[4]）
- 国際行政学機構連合（IASIA: International Association of Schools and Institutes of Administration[5]）

刊行物
- International Review of Administrative Sciences
- Palgrave Macmillan Governance and Public Management Series[6]
- Developments in Administration
- IIAS Public Governance Series
- IIAS Insights